# Pandàcies
Pandaceae és una família de plantes amb flors que conté tres gèneres anteriorment inclosa dins Euphorbiaceae.

## Gèneres
- Galearia (de la tribu Galearieae, subfamília Acalyphoideae, família Euphorbiaceae)
- Microdesmis (de la tribu Galearieae, subfamília Acalyphoideae, família Euphorbiaceae)
- Panda (de la tribu Galearieae, subfamília Acalyphoideae, família Euphorbiaceae)

Aquests gèneres contenen 15 espècies, que viuen a Àfrica occidental i el sud-est asiàtic.
El gènere Centroplacus anteriorment estava inclòs a Pandaceae i també reconegut en la tribu Centroplaceae, família Phyllanthaceae). El sistema APG III system reconeix aquest gènere com a part de la família Centroplacaceae.